# Kapten Kidd

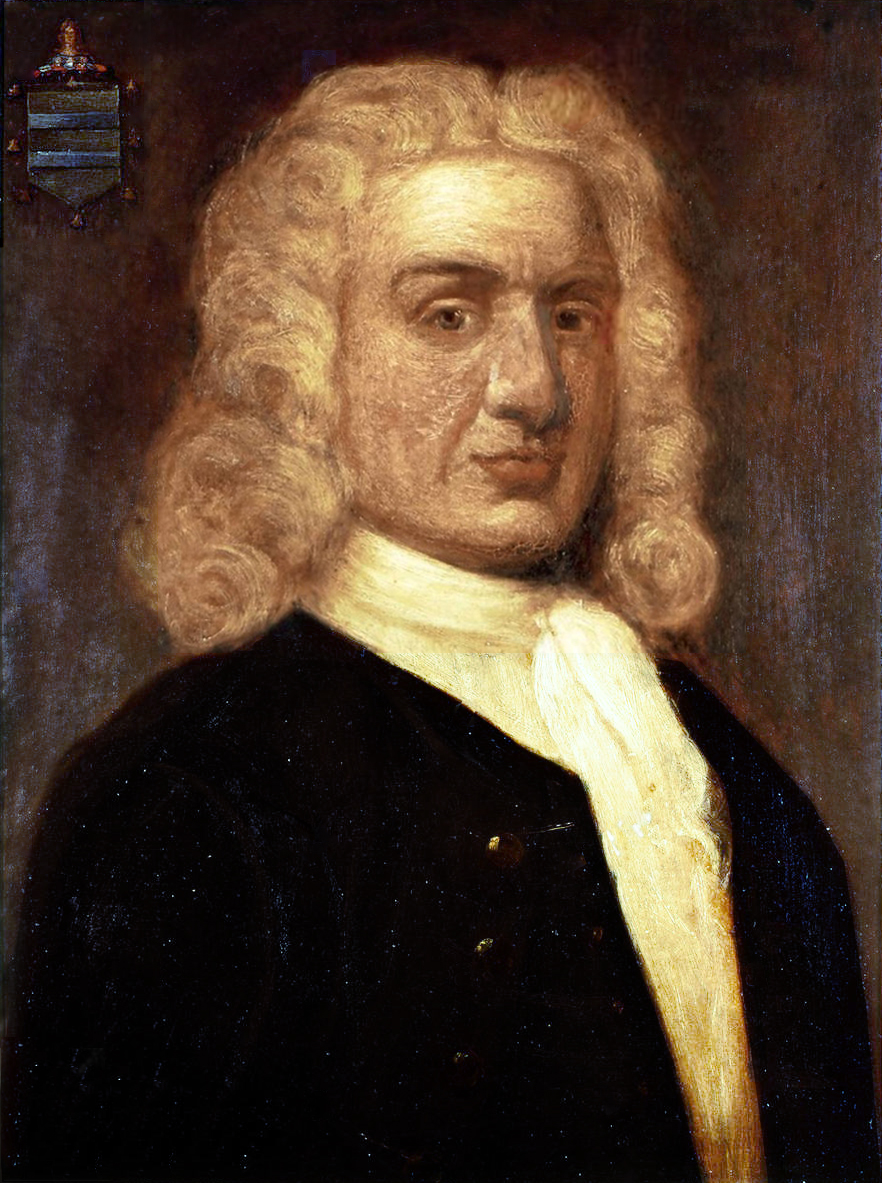
William Kidd, porträtterad av James Thornhill.

Kapten Kidd, egentligen William Kidd, född 1645 i Greenock, Skottland, död 23 maj 1701 i London, England, var en skotsk skeppsredare, kapare och pirat.

## Biografi
Kidd hade blivit rik som redare och ägde en stor del av Manhattan. År 1695 försågs han med brittiskt kaparbrev där han fick i uppgift att plundra franska fartyg och bekämpa pirater i Röda havet och Indiska oceanen. När han som kapare sändes ut, fick han 1696 ett skepp med 34 kanoner, Adventure Galley, för att gripa Long Ben Avery, känd som "Ärkepiraten".
Framgångarna som kapare uteblev dock och Kidd blev snart själv pirat infångades och dömdes efter en parodisk rättegång till döden. Han avrättades genom hängning i Newgatefängelset.

## Nedgrävda skatter
Kapten Kidd är den pirat som nämns flitigast i historier om nedgrävda skatter. Enligt legenderna ska han ha grävt ned skatter i Karibien, Västindien, USA, Kanada och Kina. En av dessa skatter letar man fortfarande efter, se Skattgömman på Oak Island.
2015 hävdade vrakdykaren Barry Clifford att kapten Kidds skatt hade hittats i närheten av Madagaskars kust.

## Eftermäle
- "Kapten Kidd" är allmänt en romantisk figur i engelsk litteratur, bland annat har Edgar Allan Poe byggt på hans historia i Guldbaggen (1843).
- Det tyska heavy metal-bandet Running Wild släppte på albumet The Rivalry från 1998 den storslagna låten "Ballad of William Kidd", som är baserad på delar av hans liv och död. Det blev en av bandets mest kända och hyllade låtar.